# Гетинакс
Гетина́кс — електроізоляційний багатошаровий матеріал, що має паперову основу, просочену фенольною або епоксидною смолою.
Переважно використовуваний як основа шаблонів матриць друкованих плат. Матеріал має низьку механічну міцність, порівняно низьку вартість та легко оброблюється. Широко використовується для дешевого виготовлення плат в низьковольтній побутовій апаратурі, бо в розігрітому стані допускає штампування (відразу виходить плата будь-якої форми разом зі всіма отворами).
Через низьку вогнетривкість в наш час гетинакс не використовують у відповідальних електронних пристроях. Замість нього застосовують склотекстоліт, який перевершує гетинакс у вогнетривкості, міцності, зчепленні з фольгою і ряді інших параметрів, важливих для електроніки.